# 明绍森
明绍森（法語：Munchhausen，法語發音：[mynʃauzən] 或 [mynçauzən]；南法兰克语：Minichhause）是法国下莱茵省的一个市镇，属于阿格诺-维桑堡区。

## 地理
明绍森（48°55'16"N, 8°8'47"E）面积5.92 平方千米，位于法国大東部大區下莱茵省，该省份为法国大陆部分最东部的省份，是阿尔萨斯的一部分，今与上莱茵省组成了阿尔萨斯欧洲集体，其南至上莱茵省，西南接孚日省和默尔特-摩泽尔省，西接摩泽尔省，北与德国接壤。
与明绍森接壤的市镇（或旧市镇、城区）包括：莫泰恩、塞尔茨、温岑巴赫。
明绍森的时区为UTC+01:00、UTC+02:00（夏令时）。

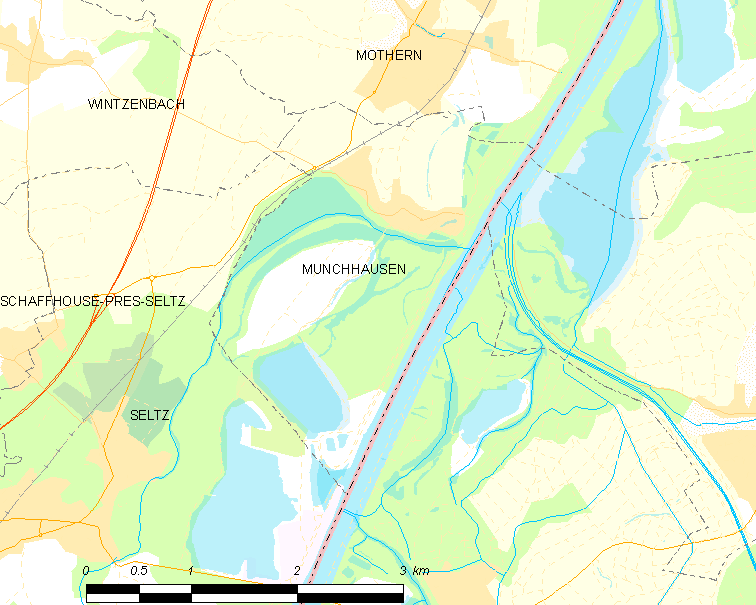
明绍森的OSM定位图

## 行政
明绍森的邮政编码为67470，INSEE市镇编码为67308。

## 政治
明绍森所属的省级选区为维桑堡县。

## 人口

1962-2008年间明绍森人口变化图示

明绍森于2022年1月1日时的人口数量为799人。